# Monochaetoscinella
Monochaetoscinella là một chi ruồi trong họ Chloropidae.